# Уайтхед (остров)
Уайтхед (англ. White Head Island) — остров в заливе Фанди (в северо-восточной части залива Мэн Атлантического океана). Относится к приходу Гран-Манан графства Шарлотт провинции Нью-Брансуик Канады.

## География
Расположен к востоку от более крупного острова Гран-Манан, входящего, наравне с островом Уайтхед, в одноимённый архипелаг.
Площадь острова составляет 6,17 км².

## Население
На 2011 год население острова составляло 162 человека, плотность населения — 26,26 чел./км².

## Транспорт
Компания «Coastal Transport Limited» обеспечивает паромную переправу: между островами Уайт-Хед и Гран-Манан ходит паром «William Frankland».